# Acer duplicatoserratum
Acer duplicatoserratum — вид квіткових рослин із роду клен (Acer).

## Морфологічна характеристика
Це невелике дерево. Молоді гілочки голі або біло ворсинчасто-запушені, у зрілому віці голі. Листки: листкові ніжки голі чи запушені, біля основи колінчаті, 1.5–5 см завдовжки; листові пластинки округлі, ланцетно-видовжені чи майже серцеподібні, 2.3–10 × 3–10 см, пальчасто 7- або 9-лопатевічастки ланцетні або ланцетно-видовжені, обидві поверхні ворсинчасті, особливо на жилках, основа серцеподібна, край гостро та подвійно зазубрений, верхівка загострена. Суцвіття спочатку густо ворсинчасте. Квітки дрібні. Тичинкові квітки ≈ 6 мм у діаметрі. Чашолистків 5, злегка пурпуруваті, яйцювато-видовжені чи ланцетні, 2–3 мм, ± голі. Пелюсток 4, білі, круглояйцеподібні, 1–1.5 мм. Горішки сильно опуклі, 5–7 мм в діаметрі; крило 2–3 мм, крила розправлені під тупим кутом. Період цвітіння: квітень чи травень; період плодоношення: вересень.

## Середовище проживання
Ареал включає такі території: Китай (Zhejiang, Shaanxi, Jiangsu, Hunan, Hubei, Anhui), Тайвань. Росте в листяних лісах на висотах від 200 до 2000 метрів.

## Використання
Немає інформації.